# David S. Goyer

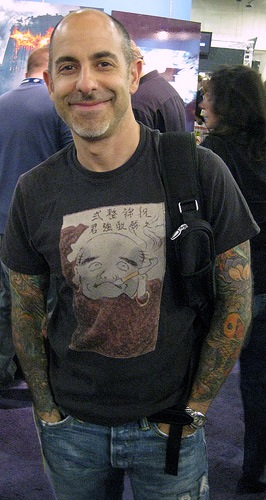
Goyer op Comic-Con 2008

David Samuel Goyer (Ann Arbor (Michigan), 22 december 1965) is een Amerikaans scenarioschrijver, filmregisseur en boekenschrijver. Hij is bekend van Batman Begins, The Dark Knight en The Dark Knight Rises.

## Biografie
Goyer is geboren in Ann Arbor, Michigan. Hij volgde de Huron High School, University of California en studeerde in 1988 af op de School of Cinema-Television. In 1989 verkocht hij zijn eerst script genaamd: Death Warrant.

## Carrière
Goyer heeft o.a Ghost Rider, Blade en Batman Begins geschreven. Ook schreef hij Da Vinci's Demons, waar later een serie van is gemaakt. In 2008 werd bekend dat er na The Dark Knight Trilogy, ook een nieuwe Supermanfilm in de maak is, Man of Steel, waarvoor Goyer het scenario schreef.

## Filmografie

### Regisseur
- Zig Zag (2002)
- Blade: Trinity (2004)
- The Invisible (2007)
- The Unborn (2009)

### Scenarioschrijver
- Death Warrant (1990)
- Kickboxer 2: The Road Back (1991)
- Arcade (1993)
- The Puppet Masters (1994)
- The Crow: City of Angels (1996)
- Dark City (1998)
- Blade (1998)
- Zig Zag (2000)
- Blade II (2002)
- Blade: Trinity (2004)
- Batman Begins (2005)
- Jumper (2008)
- The Dark Knight (2008) verhaal
- The Unborn (2009)
- Ghost Rider: Spirit of Vengeance (2012) verhaal
- The Dark Knight Rises (2012) verhaal
- Man of Steel (2013)
- Godzilla (2014) additioneel scenario
- Batman v Superman: Dawn of Justice (2016)

### Producent
- Kickboxer 2: The Road Back (1991) associëren
- Mission to Mars (2000) co-
- Blade II (2002) uitvoerend
- Blade: Trinity (2004)
- Ghost Rider (2007) uitvoerend
- Ghost Rider: Spirit of Vengeance (2011) uitvoerend
- The Forest (2016)
- The Birth of a Nation (2016) uitvoerend
- Batman v Superman: Dawn of Justice (2016) uitvoerend
- Assassination Nation (2018)
- Tau (2018)